# L'Hospitalet de l'Infant
L'Hospitalet de l'Infant is een badplaats in de Spaanse provincie Tarragona, in de regio Catalonië. De badplaats is een deel van de gemeente Vandellòs i l'Hospitalet de l'Infant.
L'Hospitalet de l'Infant ontstond rond een oud hospitaal, dat er in de 14de eeuw werd opgericht door Infante Pere. Door het toerisme en de goede bereikbaarheid is Hospitalet in de 20ste eeuw sterk gegroeid en groter geworden dan het meer landinwaarts gelegen Vandellòs. L'Hospitalet de l'Infant telt ruim 4000 inwoners.

## Bezienswaardigheden
- De resten van het oude hospitaal. De oude muren zijn nog zichtbaar; de binnenzijde is een moderne expositieruimte geworden. Binnen de muren ligt het pleintje Plaza del Pou.
- De moderne parochiekerk
- Jachthaven

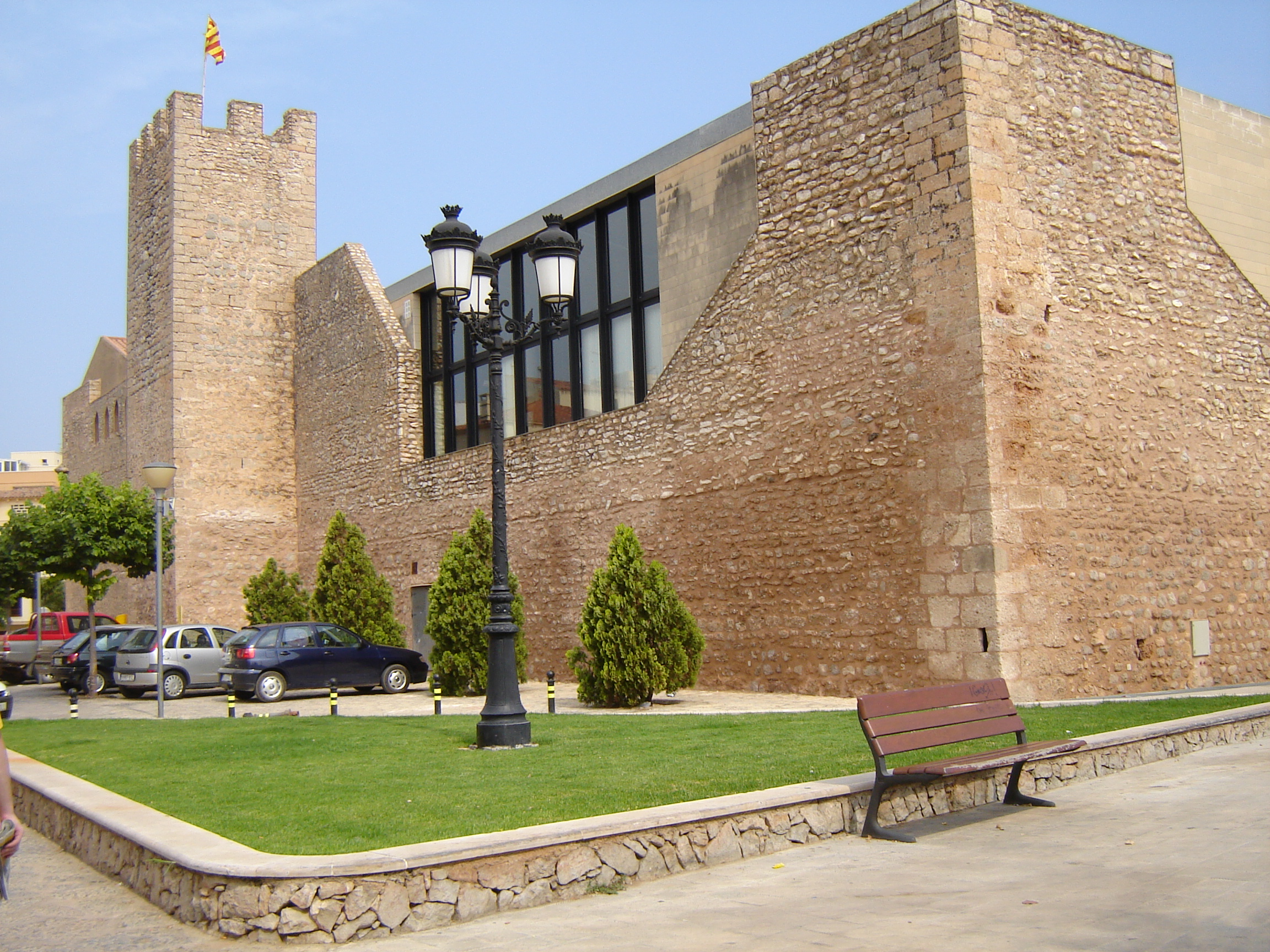
Hospital Medieval de l'Infant Pere
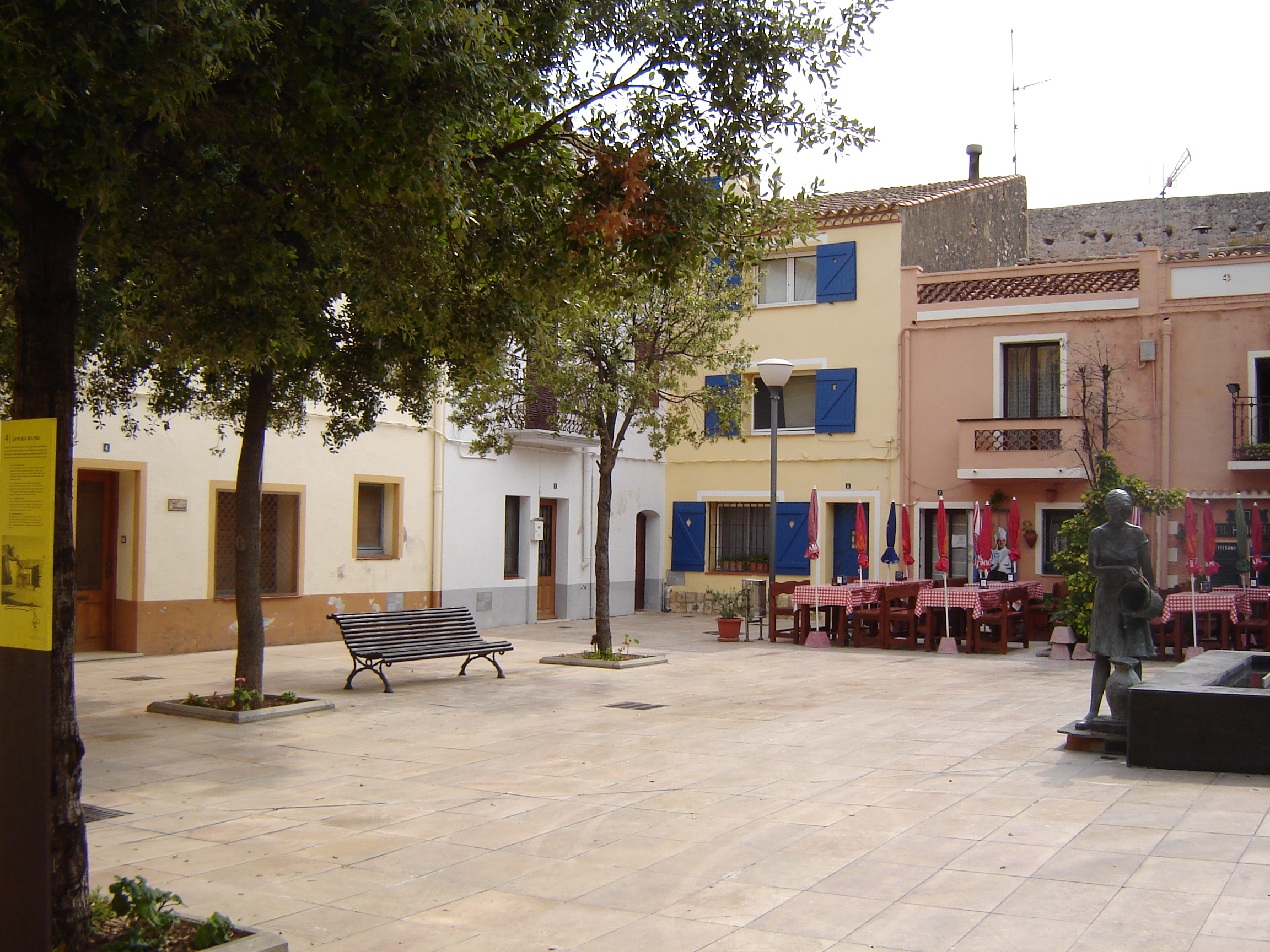
Plaza del Pou
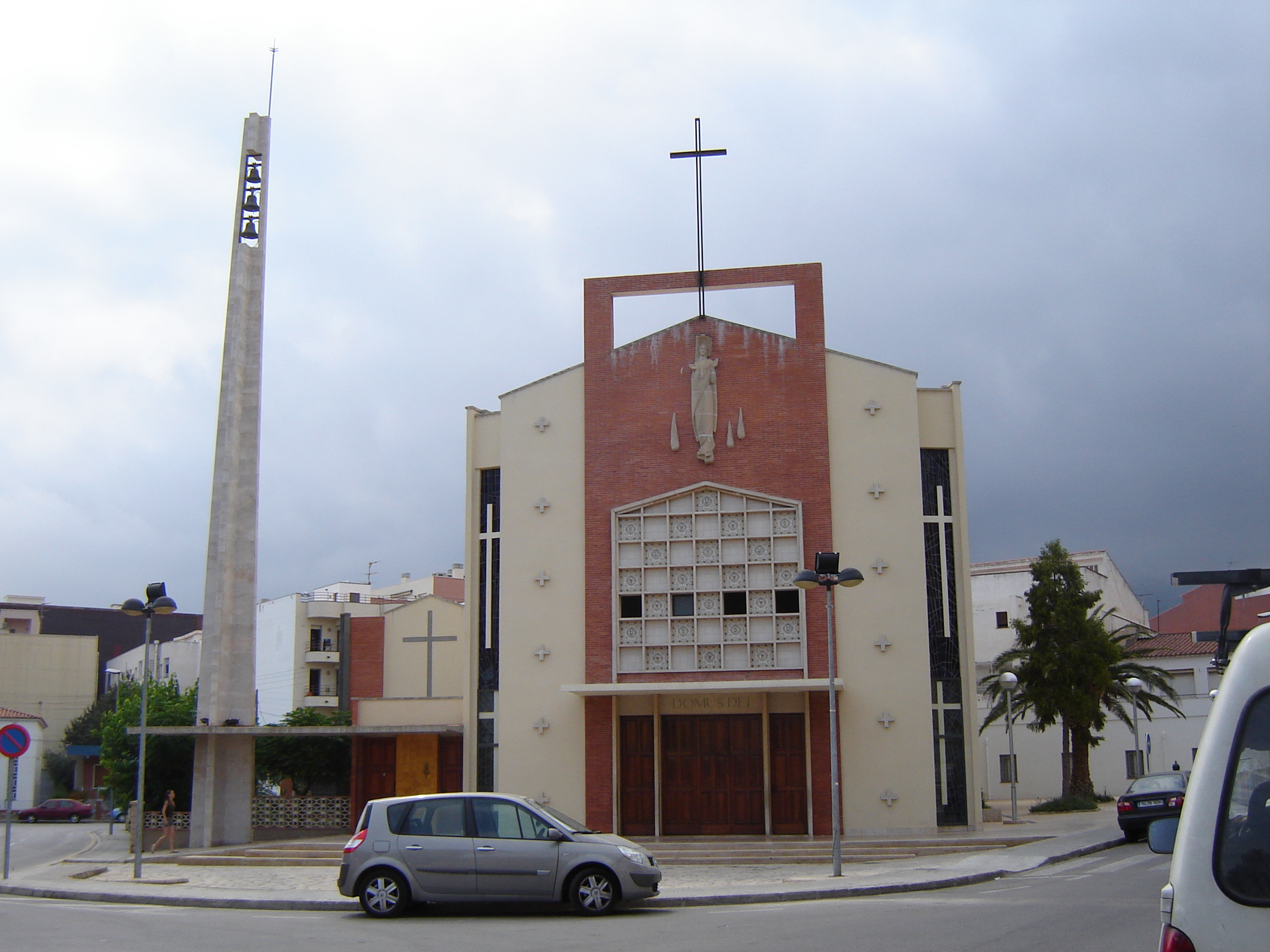
Parochiekerk